# Diócesis de Rockford
La diócesis de Rockford (en latín: Dioecesis Rockfordiensis y en inglés: Roman Catholic Diocese of Rockford) es una circunscripción eclesiástica de la Iglesia católica en Estados Unidos. Se trata de una diócesis latina, sufragánea de la arquidiócesis de Chicago, que tiene al obispo David John Malloy como su ordinario desde el 20 de marzo de 2012.

## Territorio y organización

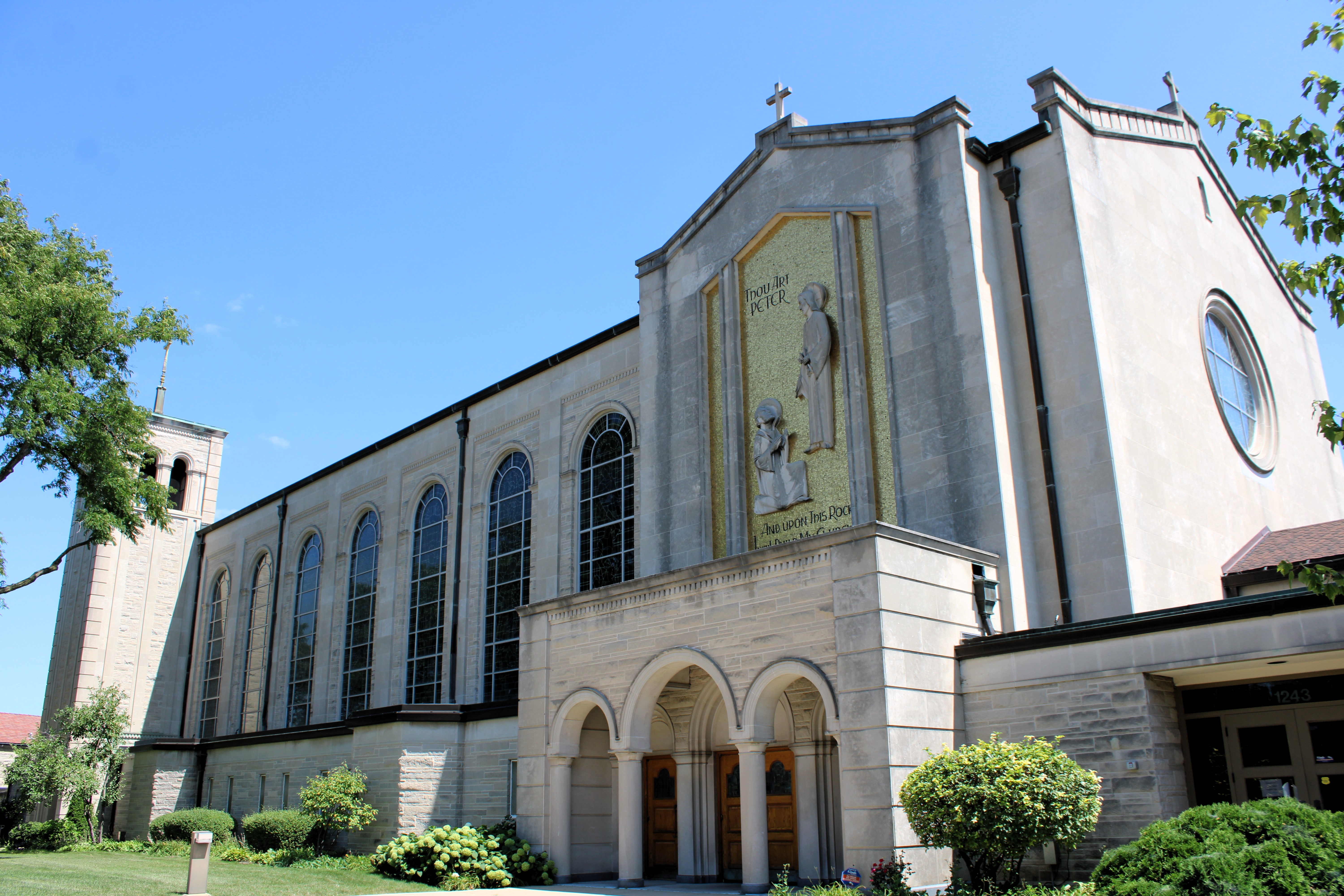
Catredal de San Pedro vista desde otro angulo.

La diócesis tiene 16 717 km² y extiende su jurisdicción sobre los fieles católicos de rito latino residentes en 11 condados del estado de Illinois: Jo Daviess, Stephenson, Winnebago, Boone, McHenry, Carroll, Ogle, DeKalb, Whiteside, Lee y Kendall.
La sede de la diócesis se encuentra en la ciudad de Rockford, en donde se halla la Catedral de San Pedro.
En 2020 en la diócesis existían 104 parroquias.

## Historia
La diócesis fue erigida el 27 de septiembre de 1908 con el breve Quae rei sacrae del papa Pío X, obteniendo el territorio de la arquidiócesis de Chicago.
El 11 de diciembre de 1948 cedió una parte de su territorio para la erección de la diócesis de Joliet mediante la bula Ecclesiarum circumscriptiones del papa Pío XII.

## Estadísticas
De acuerdo al Anuario Pontificio 2021 la diócesis tenía a fines de 2020 un total de 494 340 fieles bautizados.
| Año                                                                             | Población            | Población | Población      | Sacerdotes | Sacerdotes    | Sacerdotes    | Bautizados por sacerdote | Diáconos permanentes | Religiosos | Religiosos | Parroquias |
| Año                                                                             | Bautizados católicos | Total     | % de católicos | Total      | Clero secular | Clero regular | Bautizados por sacerdote | Diáconos permanentes | Varones    | Mujeres    | Parroquias |
| ------------------------------------------------------------------------------- | -------------------- | --------- | -------------- | ---------- | ------------- | ------------- | ------------------------ | -------------------- | ---------- | ---------- | ---------- |
| 1950                                                                            | 78 534               | 610 424   | 12.9           | 233        | 152           | 81            | 337                      |                      | 66         | 26         | 100        |
| 1966                                                                            | 185 624              | 798 538   | 23.2           | 352        | 188           | 164           | 527                      |                      | 213        | 66         | 103        |
| 1970                                                                            | 194 245              | 798 538   | 24.3           | 300        | 161           | 139           | 647                      |                      | 170        | 598        | 97         |
| 1976                                                                            | 208 999              | 934 938   | 22.4           | 246        | 159           | 87            | 849                      | 15                   | 118        | 415        | 99         |
| 1980                                                                            | 217 573              | 961 000   | 22.6           | 252        | 170           | 82            | 863                      | 51                   | 102        | 425        | 102        |
| 1990                                                                            | 226 240              | 1 043 000 | 21.7           | 233        | 163           | 70            | 970                      | 61                   | 84         | 500        | 107        |
| 1999                                                                            | 323 109              | 1 228 630 | 26.3           | 219        | 159           | 60            | 1475                     | 104                  | 15         | 323        | 105        |
| 2000                                                                            | 367 376              | 1 270 374 | 28.9           | 212        | 152           | 60            | 1732                     | 117                  | 76         | 330        | 105        |
| 2001                                                                            | 371 322              | 1 298 208 | 28.6           | 221        | 163           | 58            | 1680                     | 112                  | 74         | 262        | 105        |
| 2002                                                                            | 375 185              | 1 309 058 | 28.7           | 228        | 176           | 52            | 1645                     | 117                  | 69         | 249        | 105        |
| 2003                                                                            | 418 891              | 1 465 828 | 28.6           | 231        | 179           | 52            | 1813                     | 121                  | 69         | 249        | 105        |
| 2004                                                                            | 420 883              | 1 497 221 | 28.1           | 243        | 181           | 62            | 1732                     | 143                  | 79         | 245        | 105        |
| 2010                                                                            | 451 509              | 1 665 000 | 27.1           | 288        | 238           | 50            | 1567                     | 136                  | 64         | 120        | 107        |
| 2014                                                                            | 473 500              | 2 008 000 | 23.6           | 216        | 175           | 41            | 2192                     | 136                  | 52         | 101        | 105        |
| 2017                                                                            | 484 150              | 2 052 600 | 23.6           | 212        | 173           | 39            | 2283                     | 150                  | 50         | 72         | 104        |
| 2020                                                                            | 494 340              | 2 095 800 | 23.6           | 208        | 184           | 24            | 2376                     | 182                  | 43         | 66         | 104        |
| Fuente: Catholic-Hierarchy, que a su vez toma los datos del Anuario Pontificio. |                      |           |                |            |               |               |                          |                      |            |            |            |

Escuelas secundarias
- Aquin Catholic Schools (Junior-Senior High Campus), Freeport
- Aurora Central Catholic High School, Aurora
- Boylan Catholic High School, Rockford
- Marian Central Catholic High School, Woodstock
- Marmion Academy, Aurora
- Newman Central Catholic High School, Sterling
- Rosary High School, Aurora
- St. Edward Central Catholic High School, Elgin

## Episcopologio
- Peter James Muldoon † (28 de septiembre de 1908-8 de octubre de 1927 falleció)
- Edward Francis Hoban † (10 de febrero de 1928-14 de noviembre de 1942 nombrado obispo coadjutor de Cleveland[4])
- John Joseph Boylan † (21 de noviembre de 1942-19 de julio de 1953 falleció)
- Raymond Peter Hillinger † (3 de noviembre de 1953-27 de junio de 1956 nombrado obispo auxiliar de Chicago[5])
  - Donald Martin Carroll † (27 de junio de 1956-25 de septiembre de 1956 renunció) (obispo electo)
- Loras Thomas Lane † (11 de octubre de 1956-22 de julio de 1968 falleció)
- Arthur Joseph O'Neill † (19 de agosto de 1968-19 de abril de 1994 retirado)
- Thomas George Doran † (19 de abril de 1994-20 de marzo de 2012 retirado)
- David John Malloy, desde el 20 de marzo de 2012